# 切伊別克-科利湖
50°24′00″N 87°36′00″E / 50.400000001°N 87.600000001°E

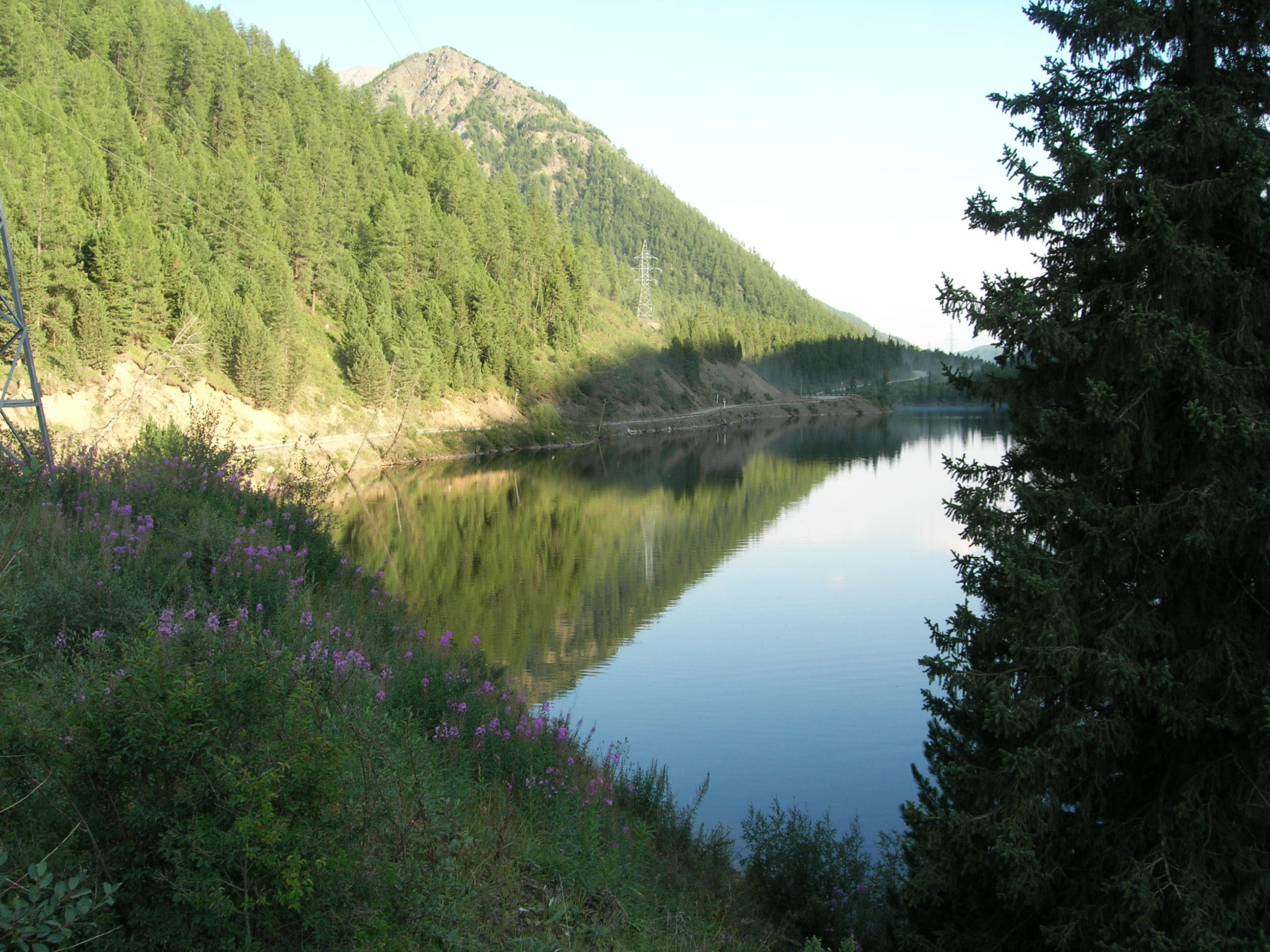

切伊別克-科利湖（俄语：Чейбеккёль），是俄羅斯的湖泊，位於該國南部阿爾泰共和國，處於奇比特河上游，該湖泊長1,735公里、寬425米，海拔高度1,816米，最大水深33米。